# Sari al-Saqati
Abū al-Ḥasan Sarī (o Sirrī) al-Dīn b. al-Mughallis al-Saqaṭī (in arabo أبو الحسن سرى الدين بن المغلس السقطي‎?; Baghdad, 776/7 – 865/6) è stato un mistico arabo.
Anche noto come Sirrī Saqṭī, fu uno dei primi sufi musulmani di Baghdad. Fu uno dei più influenti studiosi della cerchia di Maʿrūf al-Karkhī e uno dei primi a praticare il sufismo in modo sistematico.
Fu anche intimo amico di Bishr al-Hafi. Fu lo zio materno e il Maestro spirituale di Junayd.